# 劉建武 (1975年)
劉建武（1975年1月—2020年2月28日），河南确山人，中华人民共和国政治人物。2020年2月26日任命為河南省周口市人民政府副市长。2020年2月28日下午2时16分因公殉职，享年45岁。